# 2020년 12월 14일 구글 서버 장애
2020년 12월 14일 구글 서버 장애는 구글이 운영하는 지메일, 유튜브, 구글 드라이브, 구글 문서, 구글 캘린더, 구글 플레이에서 서버의 장애로 정상적인 접속이 불가능했던 사건이다. 그 외에도 디스코드 및 포켓몬 고 프로그램도 서버 장애가 발생하였다.

## 타임라인
- 12월 14일 20시 47분(KST), 인증 시스템이 내부 스토리지 문제로 정지되었다.[2]
- 12월 14일 20시 50분(KST), 서버 장애가 일어났다.[2] 모든 구글 서비스가 멈췄으며, 구글 계정을 사용하는 서비스도 정상적인 작동이 불가능했다. 구글 계정을 사용하는 유튜브는 시크릿 모드를 사용하면 정상적인 작동이 가능했었다.
- 12월 14일 21시 9분(KST), 유튜브 트위터에 '해당 문제를 인식하였으며 해결 중'이라는 트윗이 올라왔다.[3]
- 12월 14일 21시 22분(KST), 모든 구글 서비스가 정지되었다.[4]
- 12월 14일 21시 35분(KST), 모든 서비스가 복구됐다.[5]
- 12월 15일, 대한민국 정부는 구글에 서비스 제공자에게 서비스 불안정에 대한 책임을 묻는[6] 넷플릭스법을 적용하겠다고 밝혔다.[7]

## 원인
구글의 대변인은 "14일 3시 47분 (PST)에 발생한 내부 스토리지 할당량 문제로 45분간 인증 시스템이 중단되었며, 이 기간 동안 사용자가 로그인해야 하는 서비스에 높은 오류율이 발생했습니다. 인증 시스템 문제는 4시 32분에 해결되었습니다." 라고 밝혔다. 그러나 이 이유 이외에는 별다른 사유가 없고, 구글은 법적 보상기준인 4시간을 넘지 않았다는 이유로 보상 계획은 없다고 밝혀 논란이 일어나고 있다. 넷플릭스법을 적용해도 넷플릭스법엔 보상 기준이 없고 과태료도 2000만원에 불과하다.

## 같이 보기
- 구글
- 유튜브
- 서버장애
- 서버